# Altenbach (Main)
Der Altenbach ist ein rechter Zufluss des Mains bei Aschaffenburg im bayrischen Spessart, der in Unterfranken verläuft. Er entsteht aus dem Zusammenfluss von Sangenbach und Hügelsbach.

## Geographie

### Quellbäche

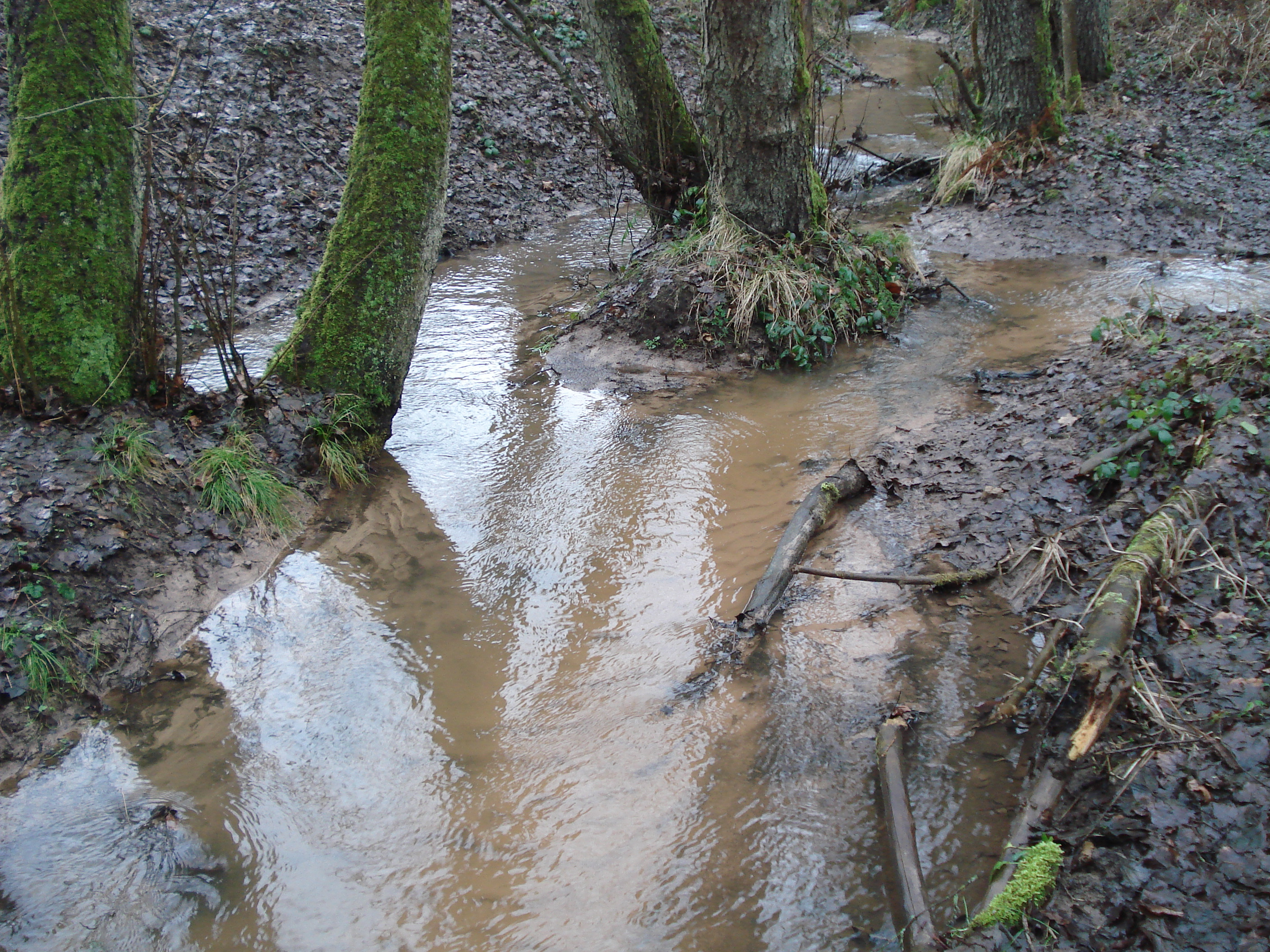
Zusammenfluss von Hügelsbach (hinten links) und Sangenbach (hinten rechts) zum Altenbach

#### Hügelsbach
Der Hügelsbach entspringt südlich von Aschaffenburg-Schweinheim nahe dem Grillplatz an der Ebersbacher Straße. Das Quellgebiet ist heute noch aufgrund von Detonationsgefahr ein Sperrgebiet und wird nur von Schafen beweidet. Der Hügelsbach verläuft in südliche Richtung und wird vom Abfluss des Breitenbrunnens von rechts verstärkt. Der Hügelsbach ist mit etwa 1 km Länge der kürzere, aber deutlich wasserreichere rechte Quellbach.

#### Sangenbach
Die Quelle des etwa 2,8 km langen linken Oberlaufs Sangenbaches, auch Reichenbach genannt, liegt südlich von Gailbach zwischen den Bergen Spießknückel (358 m) und Stengerts (347 m). Er verläuft durch den Viehruhgraben und nimmt den Zufluss aus dem Goldgraben auf, der dem Reichenbacherbrunnen entspringt. Von hier verläuft der Sangenbach durch den Lichten Sanggraben und erreicht ehemaliges militärisches Sperrgebiet. Er füllt oberhalb der Ebersbacher Straße den künstlich angelegten Sandsee und vereinigt sich am unteren Ende des Honiggrundes im etwa 14 ha großen Naturschutzgebiet Altenbachgrund zum Altenbach.

### Verlauf
Kurz nach dem Zusammenfluss der Quellbäche wird der Altenbach zusätzlich vom Elbertsbrunnen verstärkt. Diese Quelle wurde 1935 von den Wandervereinen Obernau und Schweinheim gefasst. Der Altenbach verläuft in südliche Richtung und zieht in einem Südwestbogen als Grenzbach zum Landkreis Miltenberg um den Segelflugplatz Obernau. Dort betrieb er bis zu Anfang des 20. Jahrhunderts die Altenbachsmühle. Der Altenbach unterquert nach durchfließen einiger Fischteiche die Staatsstraße 2309 und die Trasse der Bahnlinie Aschaffenburg-Miltenberg und mündet nördlich von Sulzbach von rechts in den Main.

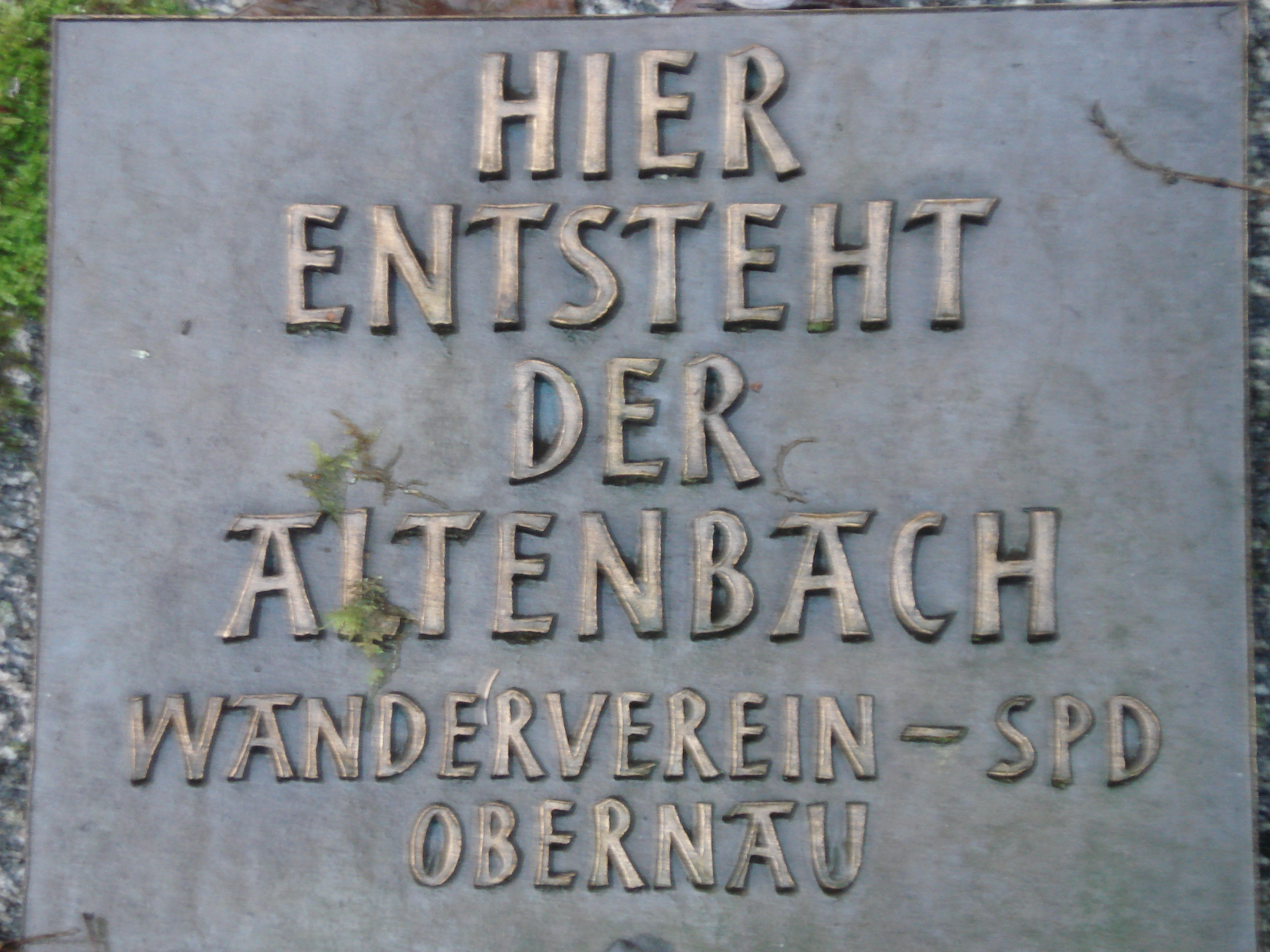
Am Zusammenfluss
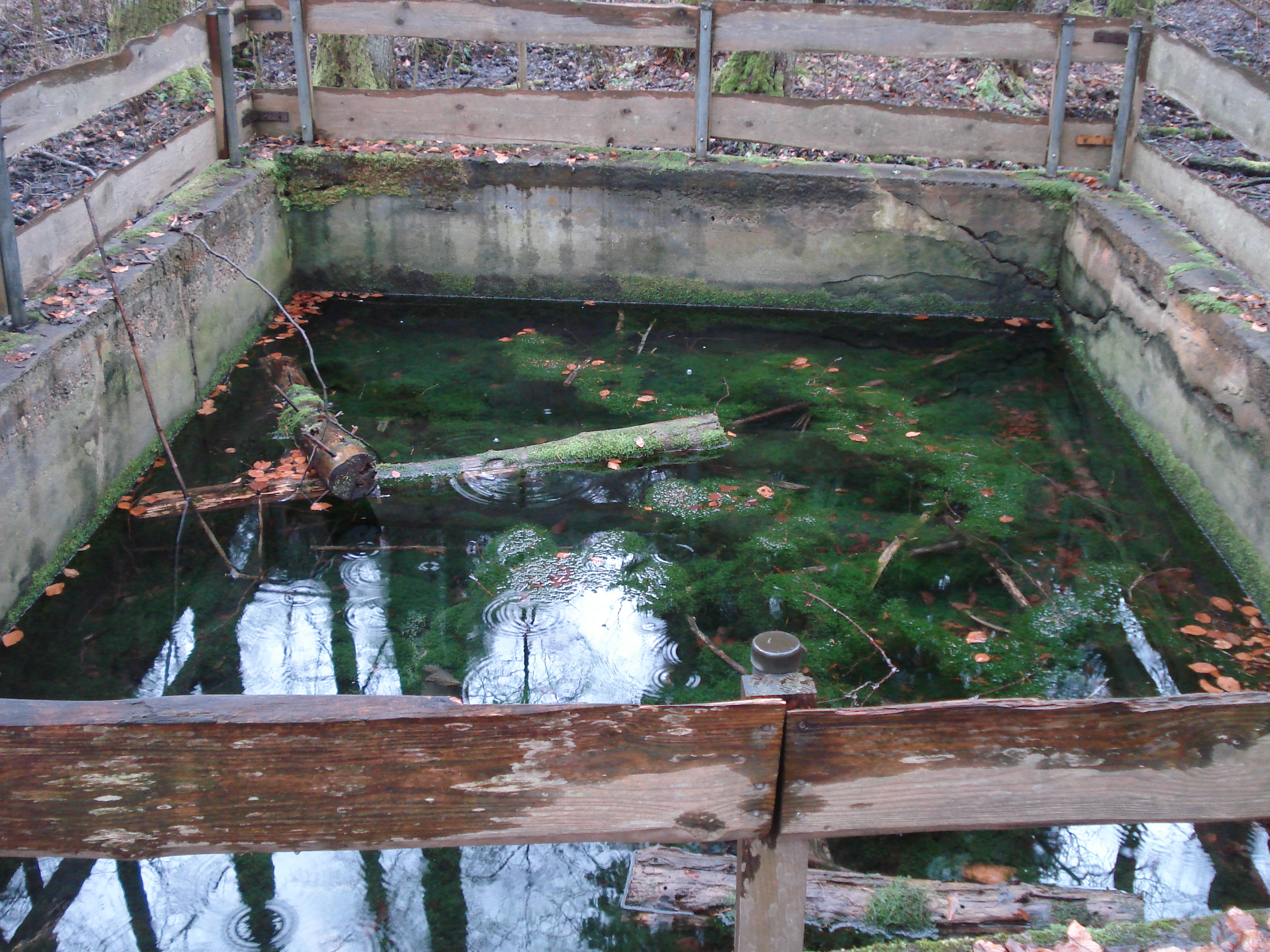
Der Breitenbrunnen
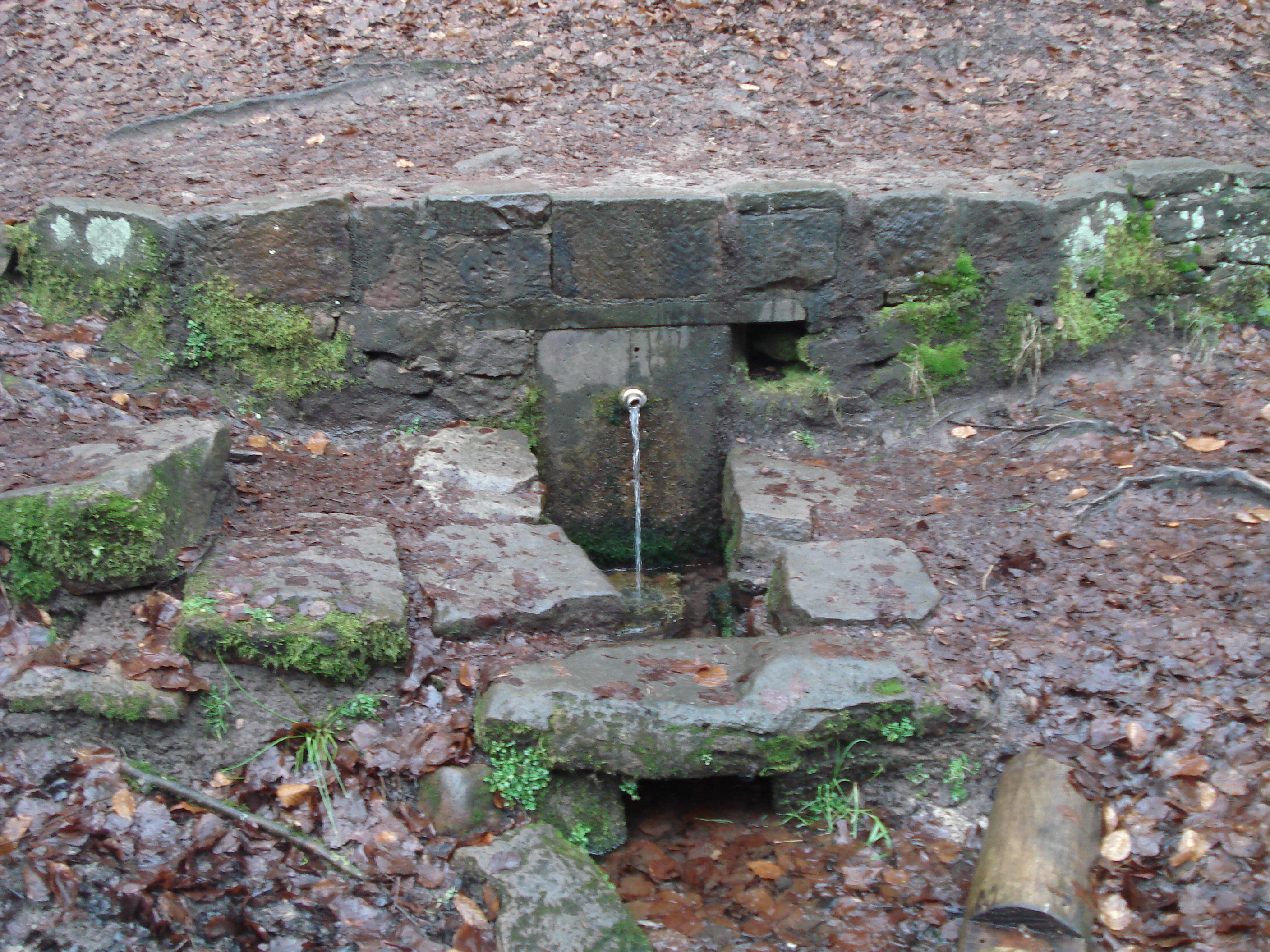
Der Elbertsbrunnen

### Einzugsgebiet
Das 8,4 km² große Einzugsgebiet des Altenbachs liegt im Südwestlichen Sandsteinspessart und wird durch ihn über den Main und den Rhein zur Nordsee entwässert.
Es grenzt
- im Norden und Nordosten an das Einzugsgebiet des Hensbachs, der in den Main mündet
- im Südosten an das des Wachenbach, der über den Sodener Bach in den Sulzbach entwässert
- im Süden an das des Sulzbachs selbst, der in den Main mündet
- und im Nordwesten an das des Mains direkt.

Die höchste Erhebung ist der 358 m ü. NHN hohe Spiesknückel im Osten des Einzugsgebiets.

## Naturschutzgebiet Altenbachgrund

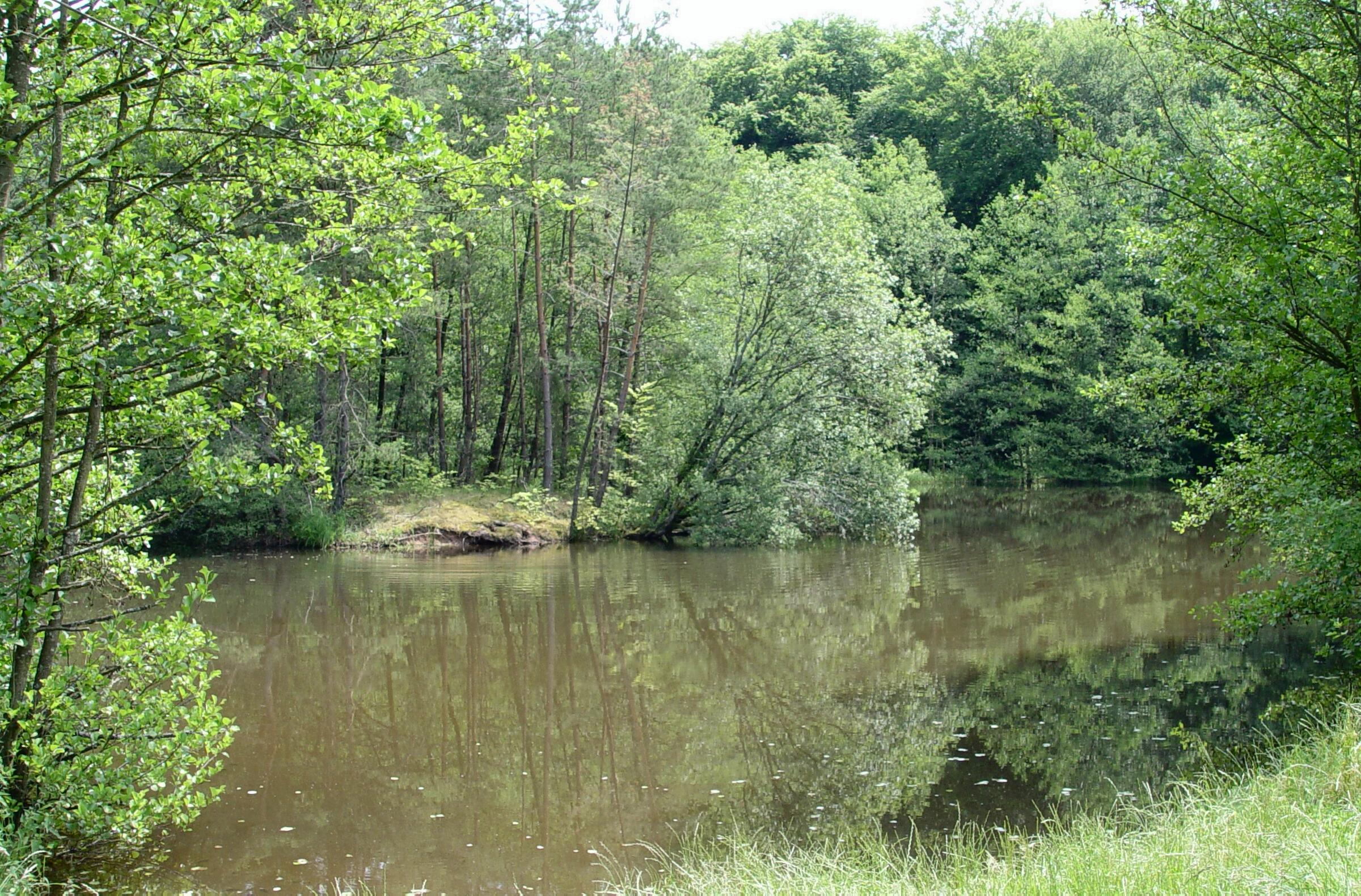
Der Sandsee im Naturschutzgebiet Altenbachgrund

Das Naturschutzgebiet Altenbachgrund liegt im etwa 2,4 km langen und schmalen Waldtal des mäandrierenden Altenbachs. Es bezieht die Täler von Hügelsbach, Sangenbach, Fichtenbach und Wachenbach mit ein. Das 14,6 Hektar große Naturschutzgebiet Altenbachgrund wurde im Jahr 1985 ausgewiesen und 2010 um das FFH-Gebiet des ehemaligen Truppenübungsplatz Aschaffenburg und weiteren benachbarten Flächen erweitert. Das nun um die 295 ha große Naturschutzgebiet bekam den neuen Namen Ehemaliger Standortübungsplatz Aschaffenburg und Altenbachgrund und die neue Nummer 00748.01 (zuvor 00235.01).
Es bestehen teils versumpfte Bachauen mit großen Vorkommen des Riesenschachtelhalms und größere Schilfbestände in Auwaldresten. Es kommen Vogelarten wie Neuntöter, Heidelerchen, Steinkauze und Ziegenmelker, Amphibien wie Gelbbauchunken, Feuersalamander, Kreuzkröten und Laubfrösche sowie Reptilien wie Zauneidechsen und Schlingnattern vor.